# Småbiotop
Småbiotoper er en samlebetegnelse for kulturlandskabets mere eller mindre oversete restområder. De dækker ofte begrænsede arealer, og det er grunden til, at de kaldes småbiotoper. I og med at der er tale om restområder (hjørner, kanter, skrænter eller huller) er de ofte helt udyrkede, omend stærkt påvirkede af den dyrkning, som foregår i nærheden.
I den danske Lov om drift af landbrugsjorder er begrebet defineret i paragraf 2:
| „ | Ved småbiotoper forstås i denne lov små arealer, der fungerer som levesteder for vilde planter og dyr, og som i deres karakter adskiller sig fra de omgivende landbrugsjorder. | “ |

Småbiotoperne rummer i sig selv vigtige bestande af planter og dyr, som er truede med udryddelse i det dyrkede landskab. desuden tjener de som spredningskorridorer for et stort antal arter, som ellers kan have besvær med at trænge frem til egnede levesteder tværs gennem den menneskeskabte infrastruktur: veje, jernbaner, bebyggede områder osv. Derfor gøres der et stort arbejde med at beskytte og pleje disse vigtige, økologiske "øer" i et ellers meget menneskedomineret landskab. 

## Eksempler på småbiotoper
- Dam
- Gravhøj
- Grøftekant
- Krat
- Markskel
- Ruin
- Skrænt
- Stendige
- Vandløb

- Åløb ved udmundingen i havet
- Stejle skrænter er ofte udyrkede
- Krat som disse er helt urørte